# 學神出沒注意
《學神出沒注意》（Attention! Driver is coming）為香港電視娛樂製作的真人騷節目。由強尼、曾贊學、陳嘉倩、蔡宛珊、鄺旨呈及李賢主持，2021年4月12日至30日逢星期一至五23:00-23:30於ViuTV播出。節目內除了強尼之外其他主持將會逐一體驗各類車種考試及課程，讓觀眾得以了解考車和開車的樂趣和知識。本節目由「安信兄弟」冠名贊助，各類車種考試及課程則由「香港駕駛學院」提供。節目曾被列入《ViuTV 2021》綜藝系列。

## 「學神」陣容
- 由第2集起，每集節目開始前都會介紹5位「學神」（即是駕駛訓練學員）的相關資料（次序以電視播出先後為準）。

| 主持             | 駕駛資歷                           | 主要任務                          | 備註 |
| 陳嘉倩（嘉倩）   | P牌，駕駛經驗不足三次              | 改進駕駛技巧                      | 於第2集在合和中心停車場練習時因分心而意外撞毀橫桿。 |
| 曾贊學（阿神）   | 從未應考車牌，曾坐朋友車遇嚴重車禍 | 應考自動波私家車車牌 （俗稱1A牌） | 考試日期︰3月9日 結果：不合格 |
| 李 賢（Leanne）  | 應考車牌筆試合格，曾應考路試不合格 | 應考自動波私家車車牌 （俗稱1A牌） | 考試日期︰3月23日 結果：合格 |
| 蔡宛珊（Sarika） | 車齡18年，持有自動波車牌           | 應考公共巴士車牌 （俗稱10號牌）   | 於第13集應考模擬考試時因為行駛過程中車速過慢而被評為不合格。 節目播放完畢後於5月5日應考，疑因中途遇上突發情況下把車輛停放在馬路中間而被評為不合格。                                                                                   |
| 鄺旨呈（旨呈）   | 車齡18年，持有棍波車牌             | 應考公共巴士車牌 （俗稱10號牌）   | 於第13集交代2006年在東區走廊發生的交通意外， 同集應考模擬考試時因為行駛過程中巴士左邊車身空位不足時，沒有入一波收慢車速而被評為不合格。 節目播放完畢後於5月5日應考，疑因三手軚掉頭上壆而被評為不合格。其後再於6月25日應考被評為合格。 |

## 每集內容
| 集數 | 播映日期 | 主題                  | 主持               |
| 01   | 4月12日  | 車壇最強召集          | 全體               |
| 02   | 4月13日  | P牌女神出沒           | 陳嘉倩             |
| 03   | 4月14日  | 學神大鬥法            | 曾贊學、李賢       |
| 04   | 4月15日  | 大巴新手駕到          | 蔡宛珊、鄺旨呈     |
| 05   | 4月16日  | P牌女神復仇記         | 陳嘉倩             |
| 06   | 4月19日  | 學神初次上車          | 曾贊學、李賢       |
| 07   | 4月20日  | 大巴學神破地獄        | 蔡宛珊、鄺旨呈     |
| 08   | 4月21日  | 當P牌女神遇上強尼導師 | 陳嘉倩、強尼       |
| 09   | 4月22日  | 學神路面突發大考驗    | 曾贊學、李賢、強尼 |
| 10   | 4月23日  | 大巴學神初次出街      | 蔡宛珊、鄺旨呈     |
| 11   | 4月26日  | 嘉倩過紅隧            | 陳嘉倩、鄺旨呈     |
| 12   | 4月27日  | 新牌學神考車最終回    | 曾贊學、李賢       |
| 13   | 4月28日  | 大巴學神考車最終回    | 蔡宛珊、鄺旨呈     |
| 14   | 4月29日  | P牌女神補鐘最終回     | 陳嘉倩             |
| 15   | 4月30日  | 最終回 強尼再度降臨   | 全體               |

## 外部連結
- ViuTV：學神出沒注意（页面存档备份，存于）

## 電視節目的變遷
| 香港 ViuTV 星期一至五 23:00－23:30          | 香港 ViuTV 星期一至五 23:00－23:30            | 香港 ViuTV 星期一至五 23:00－23:30 |
| ------------------------------------------- | --------------------------------------------- | ---------------------------------- |
|                                             | 學神出沒注意 （2021年4月12日－2021年4月30日） |                                    |
| YOLO的練習曲 （2021年4月5日－2021年4月9日） | ERROR自肥企画 （2021年5月3日－2021年5月21日）   |                                    |